# SN 2007dq
SN 2007dq – supernowa typu II odkryta 27 kwietnia 2007 roku w galaktyce A154102+0014. W momencie odkrycia miała maksymalną jasność 19,40m.